# 74 Galatea
A 74 Galatea a Naprendszer kisbolygóövében található aszteroida. Ernst Wilhelm Tempel fedezte fel 1862. augusztus 29-én.